# Norge i olympiska sommarspelen 1964
Norge deltog med 26 deltagare vid de olympiska sommarspelen 1964 i Tokyo, men ingen av landets deltagare erövrade någon medalj.